# Tiffany Two
Tiffany Two (13 de marzo de 1988- 22 de mayo de 2015) fue la segunda gata viva más vieja del mundo con 27 años, según el Libro Guinness de los Récords. Esta distinción es diferente de la reconocida a la gata más vieja del mundo; Creme Puff, que vivió 38 años y 3 días.

## Vida
Tiffany Two, gata de raza carey, nació en San Diego, California, el 13 de marzo de 1988. Fue adquirida por su dueña, Sharon Voorhees en una tienda de mascotas cuando esta contaba con seis semanas de vida. La gata carey vivió mucho más tiempo que dos perros adquiridos por Voorhees al mismo tiempo.

Tiffany se alimentaba tanto de comida húmeda como seca especial para gatos, y siendo mayormente una gata de interior se atrevía a salir de vez en cuando.
Tiffany Two murió el 22 de mayo de 2015 a la edad de 27 años, unos 125 años felinos.
La anterior gata viva más vieja del mundo fue Poppy, de Bournemouth, Dorset (Inglaterra), que falleció en junio de 2014 a la edad de 24 años.

## Competidores
Se dice que Missan, una gata sueca de granja, tiene 29 años de edad. Su propietaria Åsa Wickberg afirma haberla encontrado perdida cuando era un bebé  en 1985. Según un representante de Guinness, Wickberg pidió a la organización que declarase a Missan como la gata viva más vieja del mundo. Guinness espera que le sean entregadas más pruebas documentales de la edad del animal, como registros médicos y declaraciones de veterinarios antes de descartar la reclamación de Wickberg.
El 4 de junio de 2015 Guinness publicó el siguiente comunicado: "Actualmente estamos investigando y verificando a los potenciales sucesores al título de gato vivo más viejo del mundo y anunciaremos cuál es cuando estemos en posición de hacerlo. Las solicitudes para este título son bienvenidas en nuestra web."